# Tatsuno
Tatsuno (た つ の 市-shi) és una ciutat situada a la Prefectura de Hyōgo al Japó. La ciutat va ser fundada l'1 d'abril de 1951.
L'1 d'octubre de 2005, les ciutats d'Ibogawa, Mitsu i Shingū (totes del Districte d'Ibo) es van unir a Tatsuno. Com a mostra del nou caràcter de la ciutat, es van canviar els caràcters kanji del nom de la ciutat de 龍野市 a たつの市.
A dia d'1 d'abril de 2017, la ciutat tenia una població estimada de 77,968 habitants, amb 30.300 llars i una densitat de població de 370 persones per km²². La superfície total del municipi és de 210,93 km.
|  |  |

## Personatges il·lustres
Rofū Miki, compositor de la melodia popular "Akatombo" (La libèl·lula vermella) i Fumito Ueda, director d'Ico i Shadow of the Colossus van néixer a Tatsuno.

## Indústria
Tatsuno és famós per la producció de sōmen i de salsa de soja.